# Bibliothek der Technischen Hochschule Würzburg-Schweinfurt
Die Bibliothek der Technischen Hochschule Würzburg-Schweinfurt (THWS) dient in erster Linie dem Studium, der Lehre und der Forschung an den beiden Standorten der Hochschule.
Darüber hinaus steht sie auch als öffentliche wissenschaftliche Bibliothek zur Verfügung. Die Bestände an Büchern, Zeitschriften und elektronischen Publikationen spiegeln das an der THWS gelehrte Fächerspektrum wider. Dieses reicht von den angewandten Sozial- und Wirtschaftswissenschaften, Kommunikationsdesign bis zu technischen Studiengängen, wie Bauingenieurwesen, Elektrotechnik, Informatik, Kunststofftechnik, Maschinenbau und Vermessungstechnik.

## Bibliothek in Zahlen (2022)
- 27.766 Print-Ausleihen
- 141.260 Bücher und audiovisuelle Medien
- 189.872 E-Books
- 296 Print-Zeitschriften im Abo
- 50.120 lizenzierte E-Journals im Abo[1]

## Bibliothekssystem / Katalog
Die Abteilungsbibliothek Würzburg umfasst neben der Zentralbibliothek im Altbau Sanderring/Münzstraße eine weitere Teilbibliothek: die Präsenzbibliothek Sanderheinrichsleitenweg mit Büchern und Zeitschriften der Fakultäten Informatik und Wirtschaftsinformatik sowie Gestaltung.
Die Abteilungsbibliothek Schweinfurt ist im Gebäude ZE7 zusammen mit dem IT Service Center untergebracht und umfasst die Bestände zu den dort gelehrten Fachgebieten Elektrotechnik, Maschinenbau, Ingenieurinformatik und Wirtschaftsingenieurwesen. Im Ledward Campus befindet sich die Teilbibliothek Logistik.
Die Bibliothek der THWS weist ihren Bestand in einem Online-Katalog nach. Er ist über die Internet-Arbeitsplätze im Lesesaal oder online aufrufbar. Aus dem Katalog heraus lässt sich die Literaturrecherche ausdehnen auf alle anderen Hochschulbibliotheken in Bayern.

## Dienstleistungen
- Beschaffung nicht vor Ort vorhandener Literatur über Fernleihe
- Lesesaal-Arbeitsplätze
- PC-Arbeitsplätze
- Gruppenarbeitsraum (einer in Würzburg, mehrere in Schweinfurt)
- Farbscanner, Laserdrucker, Kopiergeräte, Tablets
- Beratung
- Bibliotheksführungen
- Schulungen zur Benutzung der Datenbanken
- Online-Tutorials zu Fachdatenbanken (E-Learning)